# Latécoère 298
Латекоер 298 (фр. Latécoère 298, деколи скорочують до Late 298) — одномоторний торпедоносець-поплавковий гідролітак виробництва французької авіакомпанії Latécoère міжвоєнного періоду. Створювався для заміни застарілого торпедоносця Latécoère 290. В часи Другої світової війни за прямим призначенням не використовувався, але порівняно успішно діяв як пікіруючий бомбардувальник.

## Історія створення

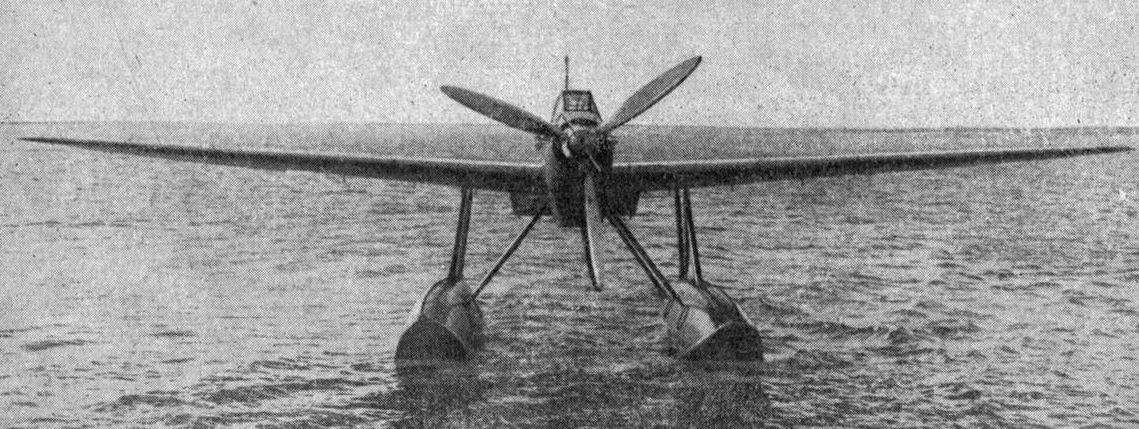
Latécoère 298. 1938 рік.

Ще на момент прийняття на озброєння торпедоносця Late 290 було зрозуміло, що його льотні характеристики не достатні, тому в 1934 році почалась робота над наступником. Новий літак був суцільнометалевим середньопланом з двигуном HS 12Ycrs потужністю 880 к.с. Перший прототип піднявся в повітря 8 травня 1936 року, а вже у квітні наступного року було зроблене перше замовлення на 36 літаків, випуск яких почався у жовтні 1938 року. Загалом було виготовлено 177 машин.

## Основні модифікації
- Late 298A — перша серійна модифікація. (29 екз.)
- Late 298B — мав подвійне керування і місце для четвертого члена екіпажу. Також для корабельного базування крила могли складатися.(42 екз.)
- Late 298D — аналог Late 290B, але з простими крилами. (106 екз.)
- Late 298F — модифікований варіант Late 298D, що мав виготовлятися для авіації режиму Віші. В квітні 1942 року почалось виготовлення партії з 30 літаків, але жоден не був завершений.

## Історія використання
Перші Late 298 почали надходити на озброєння в грудні 1938 року, а до початку Другої світової на них літали дві ескадрильї берегового базування (T1 і T2), а також дві ескадрильї авіатранспорту «Коммандан Тест» (HB1 і HB2), загалом 53 літаки. Ще 28 літаків очікували на розподілення, і до початку німецького наступу, було оснащено ще дві ескадрильї, і почались оснащуватись і інші. Оскільки «Командан Тест» використовувався як транспортний, його ескадрильї базувались на берегових гідроаеродромах.
Три ескадрильї базовані на атлантичному узбережжі в Булоні (T1, T2 і T3) в час війни займались патрулюванням, а також прикривали десант військ союзників на Валхерен. Через нестачу наземних штурмовиків і критичну ситуацію на фронті, їх почали використовувати і проти наземних німецьких сил. 21 травня їх було відведено до Шербура, але вильоти продовжувались. Не зважаючи на нехарактерне використання Late 298 зарекомендували себе з кращої сторони, зокрема 23 травня 18 літаків завдали точних ударів з піке по мостах на Соммі, втративши тільки 4 літаки (три від винищувачів і один від зенітного вогню). Ескадрильї базовані на Середземному морі почали використовуватись тільки після нападу Італії, зокрема здійснили декілька бомбардувань Генуї.
Після формування режиму Віші і реорганізації армії, в складі морської авіації залишалось 6 ескадрилей Late 298 об'єднаних в три флотилії. 5-а флотилія базувалась в Північній Африці, 6-а в Франції, а 7-а — в Сенегалі. Літаки 6-ї флотилії в листопаді 1942 року були захоплені німецькою армією і передані Люфтваффе, а інші дві ескадрильї ввійшли в ВПС Вільної Франції після відповідного захоплення колоній союзниками. В 1943 році в ВПС Вільної Франції було створено дві ескадрильї 1S і 2S, але перша розформувалась до кінця року. Вони діяли під керівництвом Берегового командування Королівських ВПС, і використовувались для патрулювання. З листопада 1944 року 2S перебазувалась в Сен-Мандріє-сюр-Мер, також на території Франції було захоплено ще декілька Late 298 і в квітні 1945 року сформовано ще одну ескадрилью 3S. Після війни Late 298 використовувались як навчальні.

## Тактико-технічні характеристики

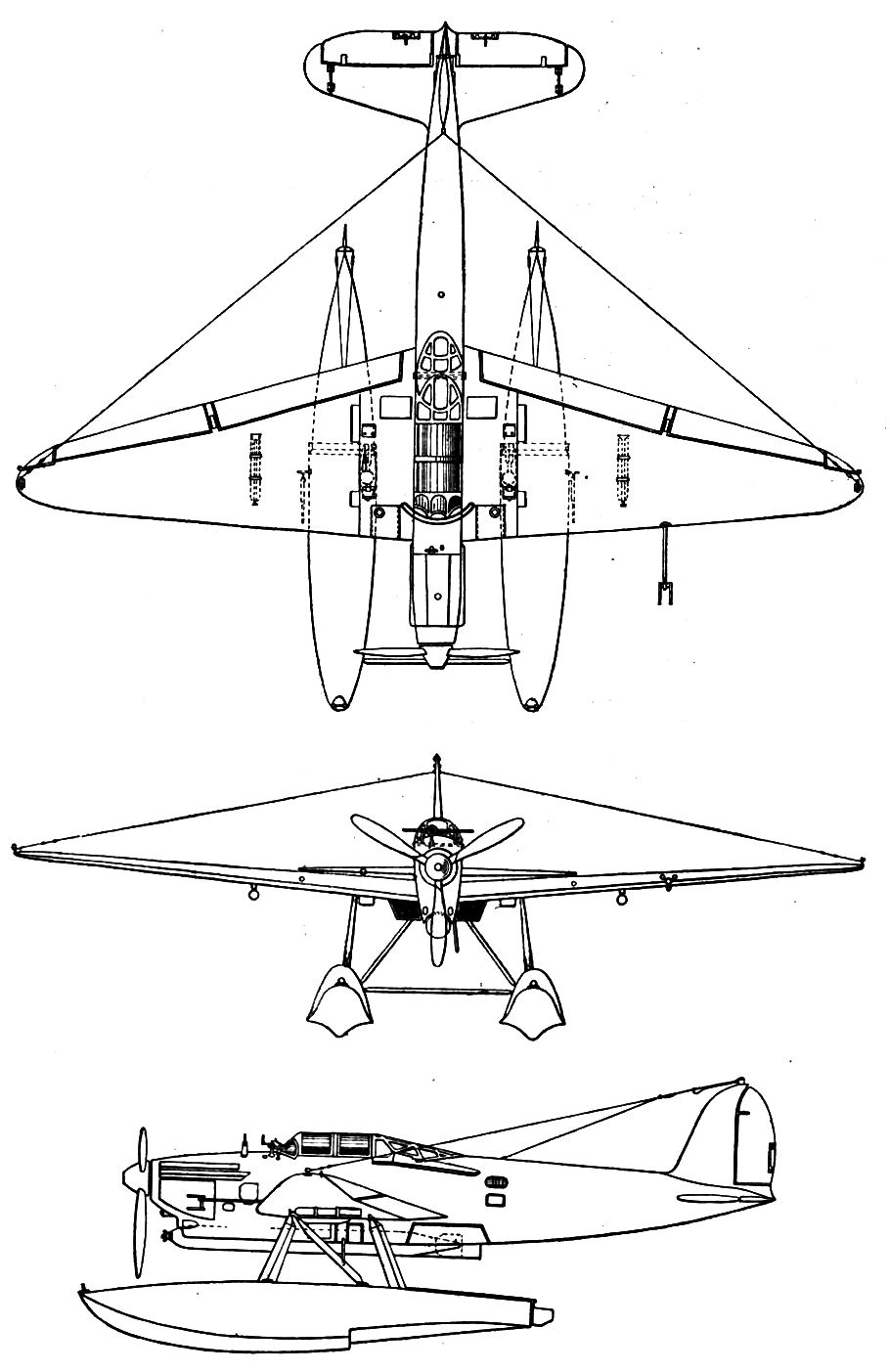

Дані з Ударная авиация Второй Мировой — штурмовики, бомбардировщики, торпедоносцы

### Технічні характеристики
- Довжина: 12,56 м
- Висота: 5,21 м
- Розмах крила: 15,5 м
- Площа крила: 31,6 м²
- Маса порожнього: 3063 кг
- Маса спорядженого: 4600 кг
- Максимальна злітна маса: 4800 кг
- Двигун: Hispano-Suiza 12Ycrs
- Потужність: 880 к. с.

### Льотні характеристики
- Максимальна швидкість: 290 км/год
- Практична стеля: 6500 м
- Дальність польоту:
  - з торпедою: 800 км
  - максимальна: 2200 км
- Час підйому на 1500 м: 5 хв. 39 c.

### Озброєння
Кулеметне
- 3 × 7,5-мм кулемети

Бомбове
- 500 кг бомб або
- 1 × 670 кг торпеда